# Architettura lignea cinese tradizionale

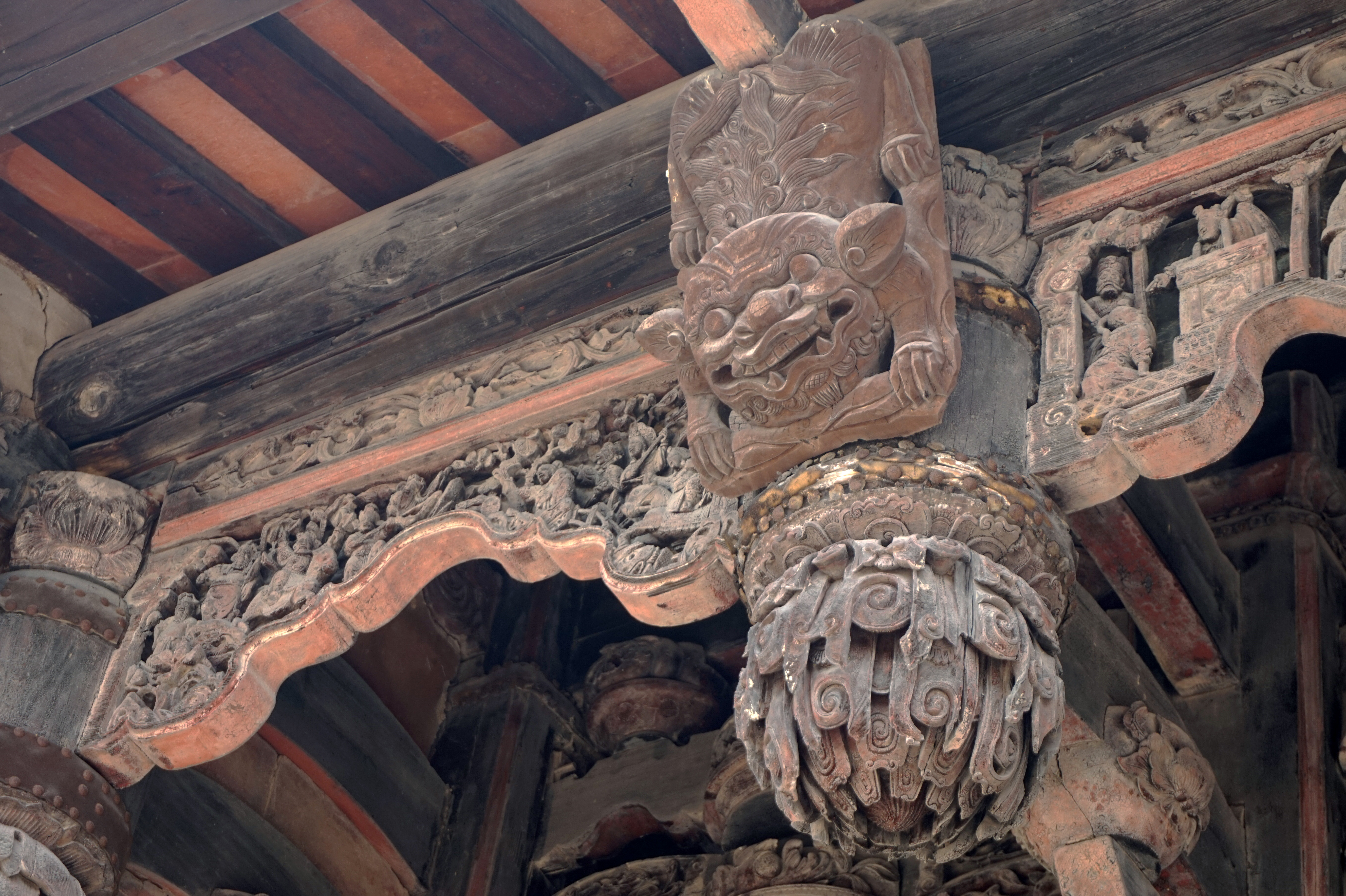
Elementi lignei decorati nella Vecchia residenza della famiglia Cai a Nan'an.

L'architettura lignea cinese tradizionale copre buona parte della storia dell'architettura cinese. In Occidente è stata però poco studiata dato che, seppur l'architettura sinica dati a millenni addietro, è spesso minimizzata nello studio della celebre Città Proibita di Pechino e poco altro è stato approfondito dagli esperti occidentali.
Sebbene le caratteristiche comuni dell’architettura cinese siano state unificate in un vocabolario che illustra forme e metodi unicamente cinesi, fino a poco tempo fa i dati non erano disponibili. A causa della mancanza di conoscenza delle radici dell’architettura cinese, le descrizioni dei suoi elementi sono spesso state tradotte in termini e teorie occidentali, perdendo così il loro significato originario. Una delle cagioni è che i due più importanti manuali d'architettura della storia cinese, il celebre testo d'Età Song Yingzao Fashi e gli standard architettonici dei Qing, non sono mai stati tradotti in alcuna lingua occidentale.

## Esegesi delle fonti

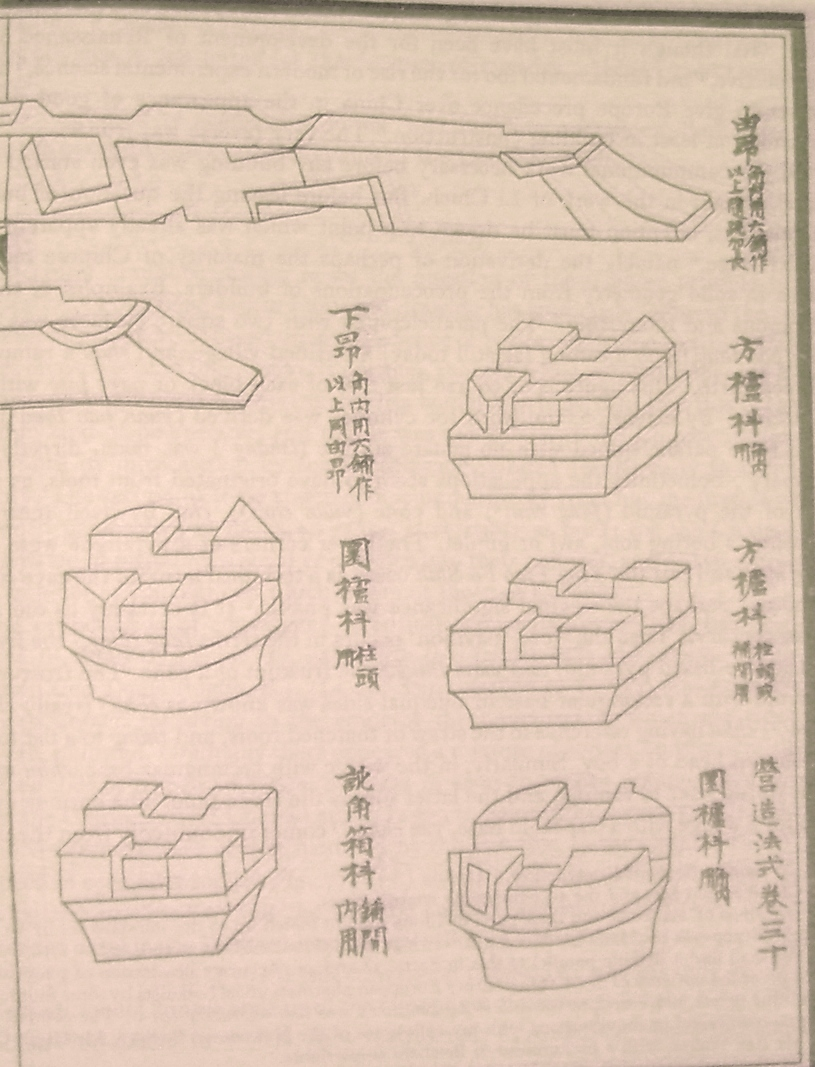
Schema della staffa e dei bracci a sbalzo - ill. in Yingzao Fashi.

L'architettura dell'Antica Cina presenta numerosi elementi simili, attraverso i secoli e le differenti dinastie, in parte dovuti alla locale pratica di standardizzare e prescrivere caratteristiche uniformi delle strutture. Questi standard erano registrati in manuali e disegni prodotti tanto dai tecnici specializzati quanto dai burocratici di corte. Il persistere millenario di similitudini architettoniche in Cina è stato però compreso appieno soltanto con gli scavi archeologici promossi dalla Repubblica popolare cinese a partire dai primi Anni '80.
Il materiale scritto di cui sopra include, ad esempio, disegni architettonici bidimensionali databili al I millennio d.C. che aiutano a comprendere il processo evolutivo millenario, complicato ma unificato nello scorrere dei secoli e delle dinastie, dell'architettura cinese. Generazioni di costruttori e artigiani hanno registrato il loro lavoro e i collezionisti che hanno raccolto le informazioni negli standard di costruzione, come il celebre testo d'Età Song Yingzao Fashi, sponsorizzato dall'imperatore Hui Zong (r. 1100–1126) per essere impiegato nelle agenzie governative e ampiamente stampato per il beneficio di artigiani e tecnici alfabetizzati in tutto l'Impero, o gli standard architettonici della dinastia Qing (1636–1912), erano materiale ampiamente disponibili, di fatto rigorosamente obbligatori e tramandati. La registrazione della pratica architettonica e dei dettagli ha facilitato la trasmissione alle generazioni successive dell'unico sistema di costruzione che è diventato un insieme di caratteristiche architettoniche unificate.
La vera e propria dipendenza dai manuali e dalla relativa tradizione della produzione architettonica cinese è stata compresa appieno solo grazie agli scavi archeologici sopracitati, capaci di restituirci prove della vita quotidiana e delle cerimonie cinesi dal Neolitico ai secoli più recenti. Lo scavo delle tombe ha infatti fornito prove della produzione di facsimili, spesso veri e propri modellini, di parti di edifici in legno e ha restituito planimetrie vecchie di diverse migliaia d'anni: es. il recente scavo del sito preistorico di Beifudi.

## Storia
Il legno era il materiale di costruzione più amato dai cinesi e pertanto l'edilizia tradizionale del Celeste Impero fu realizzata prevalentemente con esso sin dal Neolitico. Settemila anni fa, la falegnameria a tenone e mortasa veniva infatti utilizzata in Cina per costruire case con struttura in legno. Gli esemplari più antichi si trovano nel sito della Cultura di Hemudu (5000–4500 a.C.) a Zhejiang. Sono stati identificati più di mille di questi siti, solitamente con edifici di forma circolare, quadrata o oblunga. Durante la Cultura di Yangshao (5000–3000 a.C.) nel Neolitico medio, si trovano strutture semi-sotterranee circolari e rettangolari con travi e colonne di legno. Travi di legno o terra sostenevano i tetti che molto probabilmente erano di paglia. Man mano che i villaggi e le città crescevano, aderivano a forme simmetriche, in accordo alla geomanzia del Feng shui, e la simmetria era già importante anche nella disposizione delle case, degli altari e dei villaggi.
Le abitazioni in pietra e quelle realizzate in terra battuta restarono relativamente rare anche quando tali materiali erano comuni e reperibili nell'area di costruzione. In generale, l'uso massivo della pietra nell'edilizia sinica si diffuse a partire dalla dinastia Han (206 a.C.–220 d.C.) complice l'arrivo, dall'India per tramite dell'Asia centrale su cui gli Han avevano esteso il loro protettorato, del buddhismo (v.si Storia del buddhismo cinese).
Con il passare dei secoli, il legname divenne sempre meno comune nella Pianura della Cina del Nord, mentre mattoni e pietra divennero materiali da costruzione comuni per le mura cittadine e gli edifici pubblici. Nonostante ciò, la popolarità del legno rimase molto alta e la ricchezza delle essenze all'interno del complesso distintivo del potere economico e dello status sociale di una famiglia. A titolo di esempio basti ricordare che le pagode, forse l'edificio più tipico e rappresentativo dell'architettura cinese, seguitarono ad essere realizzare in legno durante le c.d. "Dinastie del Nord e del Sud" (420–589), passando ai mattoni ed alla pietra solo durante la dinastia Tang (618–907).
Questa predilezione per le costruzioni in legno si tradusse in un tasso di sopravvivenza relativamente basso degli edifici. Per quanto riguarda l'edilizia privata, ci rimangono oggi pochissime case del periodo pre-Ming: rarissime le case della gente comune, realizzate con materiali di bassa qualità oltre che deteriorabili, motivo per cui si sa molto di più sulle dimore storiche delle alte classi sociali. Anche per l'edilizia pubblica o comunque di committenza monarchica la consistenza dei reperti non è corposa: es. la Pagoda di Songyue, sul Monte Song (Henan), costruita nel 523 e ricordata come la prima pagoda in laterizi, è uno dei pochi edifici giunti sino a noi della dinastia Wei settentrionale (386–534), salvo resti di fortificazioni in terra battuta!

## Caratteristiche strutturali
Tre componenti costituiscono le caratteristiche fondanti dell'architettura lignea cinese tradizionale: (i) un solido basamento privo di cantine, spesso in terra battuta, eventualmente rivestito di mattoni/conci e/o pietra (o argilla triturata, pietrisco o pietrame); (ii) un telaio ligneo a pilastri angolari, solo successivamente "riempito" con dei muri; e (iii) un tetto sorretto dal telaio.
Altra caratteristica dell'architettura cinese tradizionale, anch'essa riscontrabile sin dai siti neolitici, è, come anticipato, la pianta quadrilatera orientata cardinalmente, lungo l'asse nord-sud, in accordo al Feng shui. La credenza tradizionale cinese in un universo di forma quadrata con i quattro quartieri del mondo si manifestò così fisicamente, fin da principio, nella sua architettura.

### Fondamenta

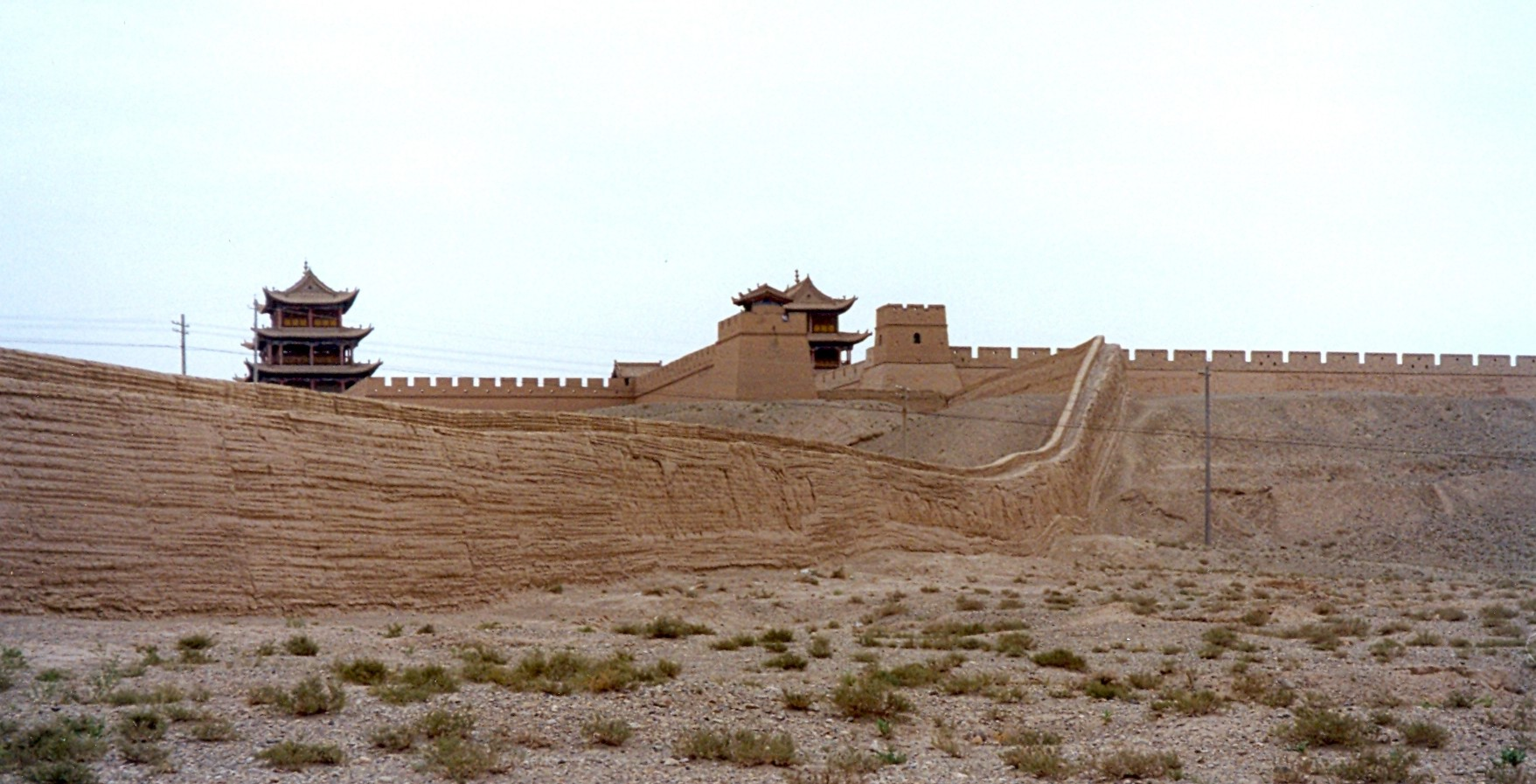
Sezioni in terra battuta della Grande muraglia cinese.

Nel Neolitico medio era prevalente l'uso della terra battuta e dei mattoni di fango non cotti. Hangtu ( Löss ), la frantumazione di strati di terra per creare muri, altari e fondamenta, rimase un elemento dell'edilizia cinese per diversi millenni. La celebre Grande muraglia cinese, costruita ad Hangtu, fu eretta a partire dal I millennio a.C. Mattoni di fango essiccati al sole e muri di fango speronato erano tipicamente costruiti all'interno di telai di legno. I pavimenti in terra battuta erano rinforzati dal riscaldamento.

### Telaio

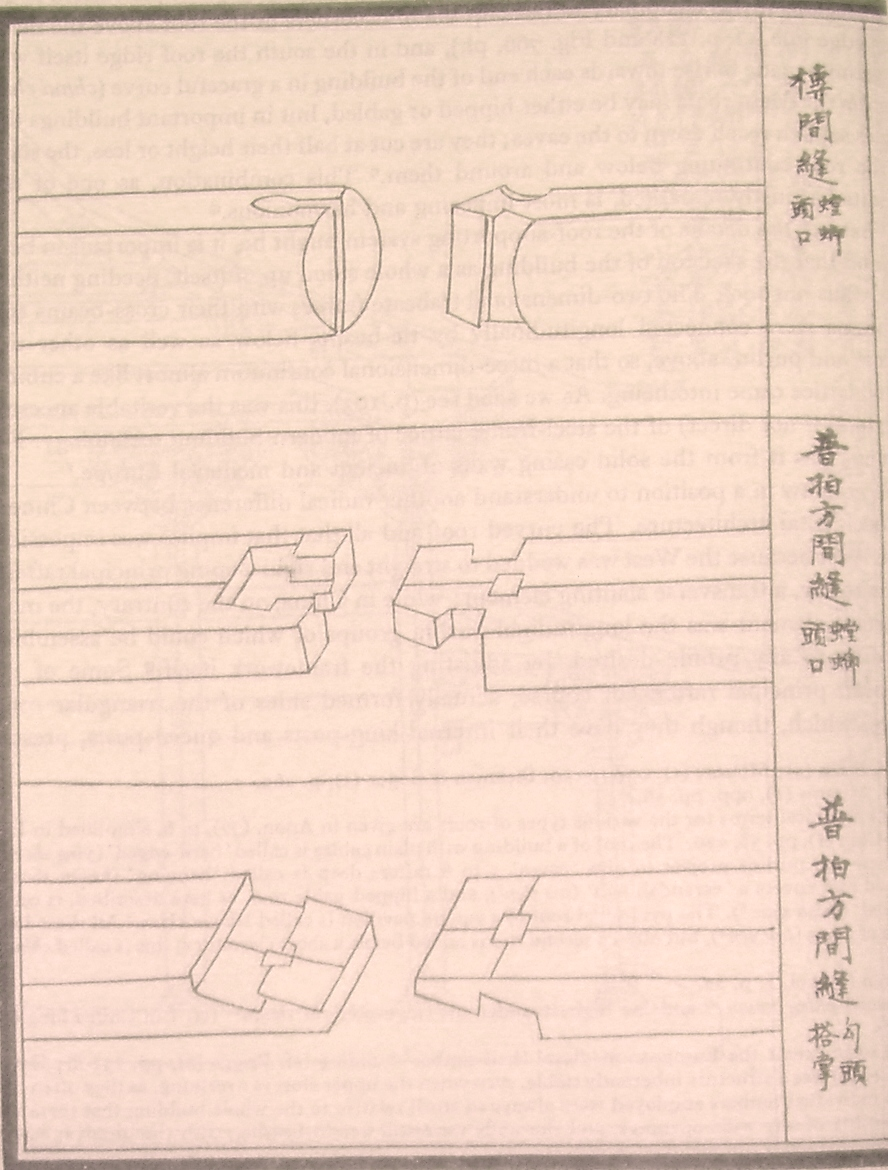
Giunti a coda di rondine scorrevoli, sovrapposti e a gradini smussati di tiranti e traverse - ill. in Yingzao Fashi.

Una conquista fondamentale dell’architettura lignea cinese fu la costruzione a graticcio: una rete di supporti in legno ad incastro che formano lo scheletro dell’edificio. È considerato il principale contributo della Cina alla tecnologia architettonica mondiale. Tuttavia non si sa come i costruttori abbiano messo in posizione le enormi colonne di sostegno in legno. Sin dai tempi antichi, quando i cinesi iniziarono a utilizzare il legno per la costruzione, la falegnameria è stata un obiettivo importante e gli artigiani tagliavano i pezzi di legno per adattarli così perfettamente che non erano necessarie colla o elementi di fissaggio.
A differenza dell'architettura occidentale, nell'architettura lignea cinese il muro definiva solo un recinto e non costituiva un elemento portante. Le colonne potevano essere rinforzate da basi in metallo e da una laccatura d'olio, canapa e polvere di laterizio mirata a garantire maggior durabilità alla struttura.

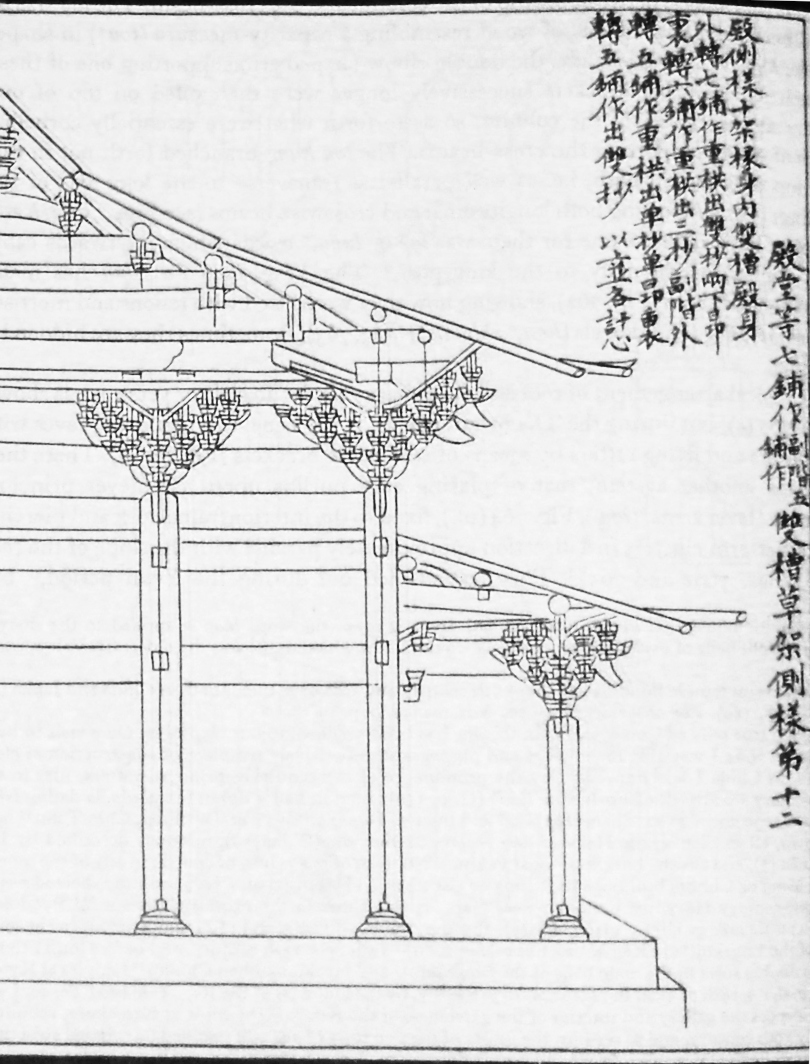
Schema di tre set di staffe in legno a mensola tp. Dougong - ill. in Yingzao Fashi.

Il Dougong (zh. 斗拱S, Dǒu GǒngP, lett. "Tappo [e] blocco"), un beccatello di legno ad incastro assemblato in una mensola a grappolo, è uno degli elementi più importanti dell'architettura tradizionale cinese, oggi ancora utilizzato nell'architettura giapponese (tokyō). Apparve per la prima volta negli edifici degli ultimi secoli a.C. e si evolse in una rete strutturale che univa pilastri e colonne all'ossatura del tetto. Ampiamente utilizzato già nel Periodo delle primavere e degli autunni (770–476 a.C.), si sviluppò in un insieme complesso di parti ad incastro durante il suo apice, un millennio più tardi, nei periodi Tang (618–907) e Song (960–1279). L'importanza dei dougong fu enfatizzata in epoca Song, quando lo Yingzao Fashi codificò un modulo di distanziamento delle travi e dei pilastri basato sulle dimensioni delle mensole a grappolo. I successivi standard edilizi dei Qing non fecero che introdurre un nuovo modulo comunque basato sul braccio delle mensole.

### Tetto e soffitto
Struttura
Caratteristica tipica dei tetti tradizionali cinesi è il loro movimento ondeggiante, reso possibile dall'angolo alternato dei dougong ed enfatizzato dalla grande varietà delle coperture: a timpano, a padiglione, a semi-padiglione o a piramide. A partire dalla dinastia Han, le gronde furono appese a catenaria, mentre i colmi e le linee di giunzione degli spioventi erano uniformati al profilo curvo di tutta quanta la copertura. Il trave di colmo rivestiva un ruolo così importante che la sua posa era celebrata da un'apposita cerimonia.
Decorazione
Nell'architettura tradizionale cinese, ogni aspetto di un edificio veniva decorato utilizzando vari materiali e tecniche. Le semplici decorazioni del soffitto negli edifici ordinari erano fatte di listelli di legno ricoperti di carta. Più decorativo era il soffitto a transenna, costruito con strisce di legno intrecciate o steli di sorgo fissati alle travi. A causa della complessità degli ornamenti, le cupole elaborate erano riservate ai soffitti delle strutture più importanti, come tombe e altari, anche se non è chiaro quali fossero le credenze spirituali dei primi cinesi, poiché sembra che gli altari servissero come sepolture.
Intorno al VII secolo furono usati elaborati cassettoni di legno (zh. 藻井S, zăojăngP) delimitati da una cornice rotonda, quadrata o poligonale con le staffe sporgenti verso l'interno e verso l'alto dalla base. Nell'ossatura lignea del soffitto sono stati inseriti pannelli profondamente incassati a forma di pozzo (i.e. quadrati alla base con sommità arrotondata). Il pannello centrale del soffitto era decorato con ninfee o altre piante acquatiche, probabilmente per la funzione apotropaica dell'acqua ivi richiamata per scongiurare il pericolo delle fiamme.
La tomba dell'imperatrice vedova Wenming della dinastia Wei settentrionale (386–534) ha uno scrigno nel soffitto a volta dalla sommità piatta nella camera posteriore della sua tomba. Il Tempio Baoguo a Yuyao, nello Zhejiang, ha tre cupole sul soffitto, che lo rendono unico tra gli esempi sopravvissuti di architettura Song. La Sala Sanqing o Sala delle Tre Purità è l'unica struttura della dinastia Yuan (1271–1368) con tre cupole sul soffitto.

### Fonti
- (ZH) Li Jie, 營造法式T, 营造法式S, Yíng Zào Fǎ ShìP, lett. "Trattato di metodi architettonici o Standard costruttori statali", 1103.

### Studi
- (EN) Ronald Knapp, China's Old Dwellings, University of Hawaii Press, 2000, ISBN 0824822145.
- Patrick Nuttgens, Puzzle e modelli. La Cina e il Giappone, in Storia dell'architettura, Bruno Mondadori, 2001  [1997],  pp. 56-75, ISBN 88-424-9770-3.
- (EN) Nancy Shatzman Steinhardt, Chinese Architecture, Yale University Press, 2016, ISBN 978-0-300-09559-3.
- (EN) Nancy Shatzman Steinhardt, Chinese Imperial Planning, University of Hawaii Press, 1999.
- (EN) Lui Xujie, Chinese Architecture – The Origins of Chinese Architecture, Yale University Press, 2002, ISBN 978-0-300-09559-3.
- (EN) Perceval W. Yetts, Writings on Chinese Architecture, in The Burlington Magazine for Connoisseurs, vol. 50, n. 288, 1927,  pp. 116-131.